# Marie-Andrée Gill
Marie-Andrée Gill est une poétesse innue de nationalité canadienne née le 20 mars 1986 dans la communauté de Mashteuiatsh, dans la région du Lac-Saint-Jean, au Québec.

## Biographie
Née en 1986, Marie-Andrée Gill est une poétesse innue originaire de la communauté de Mashteuiatsh.

### Carrière littéraire
Son premier recueil de poésie, Béante, prend d'abord la forme d'un projet personnel à compte d’auteur avant d'être publié chez La Peuplade en 2012 et réédité en 2015,.
En 2013, ce premier recueil reçoit le Prix Poésie des Prix littéraires du Salon du livre du Saguenay–Lac-Saint-Jean ainsi qu’une nomination au Prix de poésie du Gouverneur Général.
En 2015, Marie-Andrée Gill fait paraître Frayer à La Peuplade, une œuvre qui raconte sa jeunesse à Mashteuiatsh. Finaliste au Prix Émile-Nelligan en 2015, Frayer remporte le Prix Poésie des Prix littéraires du Salon du livre du Saguenay-Lac-Saint-Jean,,,.
En 2016, elle signe un texte dans le collectif Les femmes rapaillées dirigé par Isabelle Duval et Ouanessa Younsi publié chez Mémoire d'encrier,.
En 2017, elle publie un fanzine, Au village, aux Éditions OQP qui comprend des illustrations de Julie Vanessa Tremblay.
En 2019, elle obtient une maîtrise à l'Université du Québec à Chicoutimi. Son mémoire, Chauffer le dehors suivi de Amour transpersonnel et décolonial, porte sur la décolonisation par l'écriture de l'intime. Son recueil Chauffer le dehors, publié en 2019 aux éditions La Peuplade,, est issu de celui-ci.,
En plus de son travail d'écriture, Gill anime des émissions de baladodiffusion portant sur la décolonisation (Too much; Laisser nous raconter; l’histoire crochie; Les mots de Joséphine). Elle a été collaboratrice sporadique à l’émission de radio Plus on est de fous, plus on lit,, jusqu'à la fin de l'émission en 2022.
Elle est aussi participante au documentaire primé Je m’appelle humain de Kim O’Bomsawin, paru en 2020. Gill a co-scénarisé et narré le film L’odyssée des Bâtisseurs, présenté dans le cadre de l'exposition permanente du musée d'histoire almatois l’Odyssée des Bâtisseurs, depuis 2021.

## Style et pratique d'écriture
S'inscrivant dans une recherche identitaire, « Marie-Andrée Gill signe un travail littéraire précieux où se maillent les imaginaires québécois et innu. L’amour, la passion, l’identité et la nature s’y illustrent dans un langage quotidien, parfois vulgaire, qui s’évertue à faire naître des images colorées ». Ses œuvres gravitent autour des thèmes de l'intime, de la décolonisation et de la guérison.
Marie-Andrée Gill participe à l'effervescence de la scène littéraire sous toutes ses formes (scénarios, revues, événements, conférences, prestations, fanzines, échanges internationaux) ainsi qu'à plusieurs ouvrages collectifs québécois, autochtones et internationaux. Elle est également l'organisatrice de résidences d’écriture sur le site ancestral du Mushuau-nipi,.

## Œuvres

### Poésie
- Béante, œuvre en couverture d'Ève Breton-Roy, Chicoutimi, La Peuplade, 2012, 84 p. [1re édition à compte d’auteur en 2011; réédition à La Peuplade en 2015]  (ISBN 9782923530475 et 9782923530949))
- Frayer, Chicoutimi, La Peuplade, 2015, 75 p.  (ISBN 9782924519059 et 9782924519134)
- Chauffer le dehors, Chicoutimi, La Peuplade, 2019, 84 p.  (ISBN 9782924898208)
- Allumer quelque chose, Chicoutimi, La Peuplade, 2025, 128 p. (ISBN 9782925416555)

### Zines / micro-édition
- Motel TV couleur, avec Max-Antoine Guérin, compte d’auteur, 2014, n.p.
- Les Daltons, illustrations de Laurence Lemieux, Lapin lièvre, no. 4, 2014, n.p.
- Au village, illustrations de Julie Vanessa Tremblay, Alma, Éditions OQP, coll. « Immersion », 2017, n.p.  (ISBN 9782924589120)

### Revues, collectifs, anthologies et autres
- [Poème], Québec français, no. 162, dossier « Littérature amérindienne », été 2011. p. 20.
- « Moi aussi », Poème sale, juin 2013.
- « Uapukun », Hopala! La Bretagne au monde, no. 43, dossier « Premières nations du Québec », 2013, p. 39-41.
- « Une vingt-quatre à taire », Poème sale, novembre 2013.
- « Magaziner des princesses », Exit, revue de poésie, no. 77, 2014, p. 62-63.
- « Ilnu / Ilnu », Languages of Our Land : Indigenous Poems and Stories from Québec / Langues de notre terre : Poèmes et récits autochtones du Québec, sous la direction de Susan Ouriou, Banff Center Press, 2014, p. 63-68.
- « Ton corps est un braconnage », Art Le Sabord, no. 100, mars 2015, p. 36-38.
- « La Ronde », concours littéraire Damase-Potvin 2015.
- « Jour et nuit les chiens », Art Le Sabord, no. 102, octobre 2015, p. 19-23.
- « Une nuit », Inter, art actuel, no. 122, dossier « Affirmation autochtone », 2016, p. 60.
- « L’humain est une chose comme une autre : Si et seulement si alors de Nélanne Racine », Zone occupée, no. 11, 2016, p. 36-41.
- « Les caribous électriques », avec Natasha Kanapé Fontaine, Zone occupée, no. 11, 2016, p. 42-45.
- « Femmes de personne », Estuaire, no. 165, été 2016, p. 41-48.
- « Le mot Amour », Les femmes rapaillées, sous la direction d’Isabelle Duval et de Ouanessa Younsi, Montréal, Mémoire d’encrier, 2016, p. 70-75.  (ISBN 9782897123697)
- Participation au numéro collectif « La revue comme action », Inter, art actuel, no. 124, automne 2016.
- « Cordillère », avec Sébastien Dulude et Roseline Lambert, Cousins de personne, octobre 2016.
- « Sudbury nous a créés », Zone occupée, no. 12, 2016, p. 42-45.
- « Le désordre des autres », Le cœur-réflexe, Montréal, Possibles Éditions, 2017.
- « Au village », Lettres québécoises, no. 167, automne 2017, p. 82-83.
- « Lettre à l’hiver », Spirale, no 263, hiver 2018, p. 5.
- « Tshin nin mak pupun » (avec Rita Mestokosho), dans Sara Dignard (dir.), Ce qui existe entre nous : dialogues poétiques, Montréal, les éditions du passage, 2018, p. 67-75.  (ISBN 9782924397473)
- [Poèmes], Ancrages, no 20, printemps 2019.
- « Marie-Andrée Gill dans l’univers de Roseline Lambert : la poésie, c’est comme faire du pain », Les libraires, no 112, avril-mai 2019, p. 26-28.
- « Archéologie de soi au présent et décolonisation : une démarche d’écriture », dans Luc Vaillancourt, Sandrine Tailleur et Émilie Urbain (dir.), Voix autochtones dans les écrits de la Nouvelle-France, Paris, Hermann, 2019, p. 45-52. (coll. République des Lettres).  (ISBN 9791037002167)
- « Uatashku », dans Marie-Andrée Gill et collab., Oùrs, Montréal, Possibles Éditions, 2019, p. 38.
- « Eukuan nin matshi-manitu innushkueu / Je suis une maudite Sauvagesse d’An Antane Kapesh », Nuit blanche, no 156, automne 2019, p. 10-11.
- « Lâche du lousse », série de poèmes sur l’enseigne lumineuse de Dare-Dare, juillet à novembre 2020.
- [sans titre], dans Mark Lanctôt et François LeTourneux (dir.), La machine qui enseignait des airs aux oiseaux, Montréal, Musée d’art contemporain de Montréal, 2020.  (ISBN 9782551265473 et 2551265479)
- « La terre est notre mère », poème reproduit sur deux panneaux dans la ville de Saguenay avec traduction en innu et atikamekw, décembre 2020.
- [Trois extraits de Chauffer le dehors], dans Vanessa Bell et Catherine Cormier-Larose (dir.), Anthologie de la poésie actuelle des femmes au Québec (2000-2020), Montréal, Éditions du Remue-Ménage, 2021, p. 112-115.  (ISBN 9782890917347) et  (ISBN 2890917347)
- « Nitassinan », Liberté, no 331, été 2021, p. 54-55.
- « Éclaireuses 15 – Marie-Andrée Gill + Laurence Hervieux-Gosselin », Centre VU, 27 mai 2021.
- « Neka (récit innu) », Châtelaine, 2 juin 2021.
- « Dix jours sur écorce de bouleau », dans Michel Jean (dir.), Wapke, Montréal, Stanké, 2021 p. 9-19.  (ISBN 9782760412798 et 2760412792)

### Traductions
Plusieurs de ses poèmes et de ses recueils de poésie ont été traduits en anglais. En 2014, une traduction de Béantes par Jacques Lefebvre, intitulée Between the Moments, est publié aux éditions BookLand Press.
Ses recueils Frayer et Chauffer le dehors sont tous deux traduits par Kristen Renee Miller et publié aux éditions Book*hug Press, respectivement en 2020 et 2023.

### Traduction en revues et collectifs
- « Ilnu », dans Susan Ouriou (dir.), Languages of Our Land: Indigenous Poems and Stories from Quebec / Langues de notre terre : poèmes et récits autochtones du Québec, Banff, Banff Centre Press, 2014, p. 69-74 [traduction par Christelle Morelli].  (ISBN 9781894773768)
- « to lick the skin of the water with a tongue », Guernica, 26 juin 2017 [traduction par Kristen Renee Miller].
- « From Frayer, by Marie-Andrée Gill », Tupelo Quarterly, 14 juin 2017 [traduction par Kristen Renee Miller].
- « Six Poems from Frayer », The Offing, 27 juin 2017 [traduction par Kristen Renee Miller].
- « Four Poems from Frayer », Kenyon Review, vol. 41, no 2, mars-avril 2019, p. 74 [traduction par Kristen Renee Miller].
- « Marie-Andrée Gill: Poems in Translation from Spawn », The Common, 8 janvier 2020, en ligne [traduction par Kristen Renee Miller].

### Filmographie, radio et balados
- Too much, Mashteuiatsh, Wapikoni, 2006, 09:46.
- Laissez-nous raconter : l’histoire crochie, Animatrice du balado Terre Innue, Sur l’application Ohdio de Radio Canada, 2020.
- Participante au documentaire primé Je m’appelle humain de Kim O’Bomsawin, 2020.
- L’odyssée des Bâtisseurs, Film 360 ° de L’Odyssée des Bâtisseurs d’Alma, Co-scénariste et narratrice, 2021.
- Bleuet, en développement, long-métrage, co-scénariste avec Mélanie Charbonneau.
- Plus on est de fous, plus on lit, Collaboratrice à l’émission Radio-Canada, 2020-2021.
- Les mots de Joséphine, Réalisatrice et co-animatrice des balados Terre Innue, SOCAM et radio CKAU, 2021.

## Prix et honneurs
- 2013 - Finaliste : Prix littéraires du Gouverneur général (pour Béante)[19]
- 2013 - Prix littéraire Poésie du Salon du livre du Saguenay–Lac-Saint-Jean (pour Béante)[20],[21]
- 2015 - Prix littéraire Damase-Potvin (pour le texte « La Ronde »)[22]
- 2015 - Finaliste : Prix Émile-Nelligan (pour Frayer)[23]
- 2016 - Prix littéraire Poésie du Salon du livre du Saguenay–Lac-Saint-Jean (pour Frayer)[24]
- 2018 - Prix de poésie Jean-Lafrenière-Zénob (Festival international de la poésie de Trois-Rivières)[25]
- 2018 - Prix Voix autochtones (Indigenous Voices Awards) – suite poétique inédite en français[26]
- 2019 - Prix littéraire du Salon du livre du Saguenay-Lac-Saint-Jean, catégorie poésie (pour Chauffer le dehors)[27]
- 2019 - Finaliste : Prix Émile-Nelligan (pour Chauffer le dehors)[28]
- 2020 - Prix Voix autochtones (Indigenous Voices Awards) – poésie en français (pour Chauffer le dehors)[29]
- 2020 - Prix du CALQ – Artiste de l’année au Saguenay–Lac-St-Jean[30]
- 2020 - Prix Paris-Podcast pour le meilleur balado francophone hors-France[31]